# Soner Çağaptay
Soner Çağaptay (1970) è uno storico turco attivo negli Stati Uniti come analista di politica estera ed esperto di relazioni tra Turchia e Stati Uniti e di politica turca, con un particolare interesse per il movimento nazionalista turco.
Attualmente è il Direttore degli Studi Turchi al Washington Institute for East Policy, creato a Washington D.C. negli Stati Uniti.

## Biografia
Studiò come storico e, nel 2003, ricevette il suo dottorato all’università di Yale, scrivendo la sua tesi sul movimento nazionalista turco.

### Carriera
Da prima, Cagaptay aveva partecipato come insegnante in diversi corsi a Yale, Princeton University e Georgetown University. In seguito ha partecipato anche come presidente degli studi regionali avanzati di Turchia all’Istituto di servizio diplomatico del Dipartimento di Stato degli Stati Uniti.
Nel 2012, fu eletto leader della società turca americana.

## Apparizioni sui media
Cagaptay scrisse molto riguardo alle relazioni turco-americane e alla politica turca e medio orientale e fu responsabile di pubblicazioni su diversi giornali internazionali, come Wall Street Journal, New York Times, Washington Post e CNN. Inoltre, apparve frequentemente in Fox News, BBC, CNN e NPR.

## Libri
- Islam, Secularism and Nationalism in Modern Turkey: Who is a Turk?, gennaio 2006.
- The Rise of Turkey: The Twenty-First Century's First Muslim Power, febbraio 2014.
- The New Sultan: Erdogan and the Crisis of Modern Turkey, luglio 2017.
- Erdogan il nuovo sultano, Edizioni del Capricorno, aprile 2018.